# Mistična poroka sv. Katarine (Correggio, Pariz)
Mistična poroka svete Katarine je slika Correggia iz sredine 1520-ih, ki je trenutno shranjena in razstavljena v Louvru v Parizu v Franciji.

## Zgodovina
Zgodovini te slike je mogoče slediti vse do začetka. Giorgio Vasari omenja, da je bila v hiši modenskega zdravnika Francesca Grillenzonija; leta 1582 ga je kupil kardinal Luigi d'Este in jo podaril Catarini Nobili Sforza, grofici Santa Fiora in pranečakinji papeža Julija III. Še leta 1595 je bila v njeni lasti.
Leta 1614 je bila tabla v Rimu v lasti kardinala Sforze iz Santa Fiore, ki jo je nedvomno podedoval. Kasneje je bila v lasti Scipione Borgheseja, nato pa kardinala Antonio Barberinija; slednji jo je dal Mazarinu okoli leta 1650. Ludvik XIV. jo je kupil od Mazarinovih dedičev leta 1661 za 15000 liver.
Correggio je to temo prvič upodobil na drugi sliki, ki je bila prvotno shranjena v Neaplju (in ni splošno sprejeta kot njegovo delo). Slika iz Louvra je iz zgodnjih dvajsetih let 15. stoletja in kaže jasne znake Leonardovega vpliva (zlasti ustnice, roke, obraz), za katerega je bil Correggio še posebej dovzeten v svojem prizadevanju za prenos mehkega in gracioznega učinka.
Izdelanih je bilo več replik te slike, od katerih jih je veliko še ohranjenih. Pogosto je bila vir navdiha za umetnike: v 19. stoletju jo je kopiral Louis Gustave Ricard, večkrat pa Henri Fantin-Latour.

## Opis in slog
Od vseh različic, ki jih je Correggio podal na to temo v svojem umetniškem raziskovanju, je ta nedvomno najbolj izpopolnjena in najbolj preučevana. Oporišče slike predstavljajo tri roke Device, otroka in zelo mlade svete Katarine Aleksandrijske. Vsi pogledi likov se zbližajo proti tej pripovedni in čustveni točki, vključno s pogledom svetega Sebastijana, nenavadnega gosta te mistične zveze. V ozadju na desni je viden prizor svetnikovega mučeništva. Prisotnost svetega mučenca je mogoče razložiti z dejstvom, da je pokrovitelj dela pripadal bratovščini San Sebastiano.
V obrazu Marije bi prepoznali zadnji življenjski portret Jeronime Merlini (1503-1529), Correggiove žene.